# 王摽
王摽（?—?），隋朝将领。
王摽骁勇善于射箭，隋文帝杨坚以他有将帅有才，曾经任用他担任行军总管屯兵江北，抵御长江以南的南陈。王摽多次立有战功，被陈朝人所害怕。隋朝伐陈战争，和灭陈后越州（今浙江省绍兴市）人高智慧反乱，王摽参与攻讨都立有特殊功绩。官至柱国、白水郡公。